# Viktoria Carlerbäck
Carin Viktoria Carlerbäck, född 27 januari 1973 i Borås Gustav Adolfs församling i Borås kommun, är en svensk ryttare i fälttävlan som deltog i Olympiska sommarspelen 2008.